# Варна
43°13′ пн. ш. 27°55′ сх. д. / 43.217° пн. ш. 27.917° сх. д.
Ва́рна (болг. Варна) — місто в Болгарії, центр Варненської області, третє за чисельністю населення після Софії та Пловдива. Розташоване в Східній Болгарії, на березі Чорного моря. Населення  — 352 770 осіб (2010). Варна також є відомим портом.

## Етимологія
Феофан Сповідник вперше згадує ім'я Варна, а місто стало відоме з часів слов'янського завоювання Балкан в 6-7 столітті. Ім'я може бути варязького походження, а варяги перетинали Чорне море протягом багатьох років, досягнувши Константинополя на початку середньовіччя. У шведській мові, слово "VARN" означає "щит", "захист" - значить Варна захисне, укріплене місце. Ім'я може бути старше, ніж це; можливо, це відбулося через протоіндоєвропейський корінь we-r- (вода) (див також Варуна), або з праслов'янського кореня варн (чорний), або з іранського барі або Var (табір, фортеця). За словами Феофана, в 680 році Аспарух, засновник першого Болгарського царства, розгромив армію Костянтина IV недалеко від дельти Дунаю і, переслідуючи його, досяг так званої Варни поруч Одіссоса (так в оригіналі) (τὴν λεγομένην Βάρναν, πλησίον Ὀδυσσοῦ). Можливо, нова назва стосувалася спочатку сусідньої річки чи озера, римського військового табору, або внутрішньої області, і тільки потім самого міста. До кінця X-го століття, ім'я Варна утвердилося вже так міцно, що, коли візантійці боролися з болгарами за повернення контролю над містом в 970-х роках, вони так і не змогли відновити давню назву Одесос.

## Географія
Місто розташоване в Північно-Східній частині Болгарії, на березі Варненської затоки. Навколо міста поступово утворюється агломерація. У 18 км від Варни в бік Софії розташований пам'ятник природи «Вбиті камені» — реліктові скельні утворення у вигляді вертикальних каменів діаметром до 3 та заввишки до 7 метрів.
На клімат значно впливає близьке розташування моря. Зима характерна постійними північними вітрами, проте загалом клімат м'який. В середньому від травня до червня становить 18-20°C. У періоді від червня до серпня  — в середньому 22,8 °C.
| Клімат Варни                             | Клімат Варни | Клімат Варни | Клімат Варни | Клімат Варни | Клімат Варни | Клімат Варни | Клімат Варни | Клімат Варни | Клімат Варни | Клімат Варни | Клімат Варни | Клімат Варни | Клімат Варни |
| Показник                                 | Січ.         | Лют.         | Бер.         | Квіт.        | Трав.        | Черв.        | Лип.         | Серп.        | Вер.         | Жовт.        | Лист.        | Груд.        | Рік          |
| Абсолютний максимум, °C                  | 22           | 23,1         | 27,6         | 29,2         | 34,3         | 40,8         | 41,4         | 40,7         | 36,6         | 33,4         | 26,8         | 23,2         | 41,4         |
| Середній максимум, °C                    | 6,9          | 8,1          | 12,1         | 16,2         | 22,1         | 27,0         | 29,8         | 30,2         | 24,6         | 19,4         | 14,1         | 8,2          | 18,2         |
| Середня температура, °C                  | 2,2          | 3,1          | 5,8          | 10,8         | 15,7         | 20,2         | 23,6         | 23,8         | 19,0         | 13,9         | 9,2          | 4,5          | 12,5         |
| Середній мінімум, °C                     | −1,1         | −0,2         | 2,5          | 5,0          | 10,0         | 14,4         | 17,2         | 17,3         | 13,0         | 8,3          | 4,3          | 1,6          | 8,5          |
| Абсолютний мінімум, °C                   | −19          | −24,2        | −8,3         | 0,1          | 3,5          | 7,2          | 10,9         | 10,8         | 4,4          | −3,6         | −9,2         | −12,8        | −24,2        |
| Температура води, °C                     | 8            | 8            | 8            | 13           | 19           | 22           | 26           | 28           | 25           | 20           | 13           | 11           | 17           |
| Норма опадів, мм                         | 38           | 41           | 34           | 44           | 40           | 46           | 37           | 32           | 31           | 36           | 50           | 42           | 471          |
| ---------------------------------------- | ------------ | ------------ | ------------ | ------------ | ------------ | ------------ | ------------ | ------------ | ------------ | ------------ | ------------ | ------------ | ------------ |
| Джерело: Туристичний портал міста (рос.) |              |              |              |              |              |              |              |              |              |              |              |              |              |

## Історія

### Античність і завоюваннябулгарами

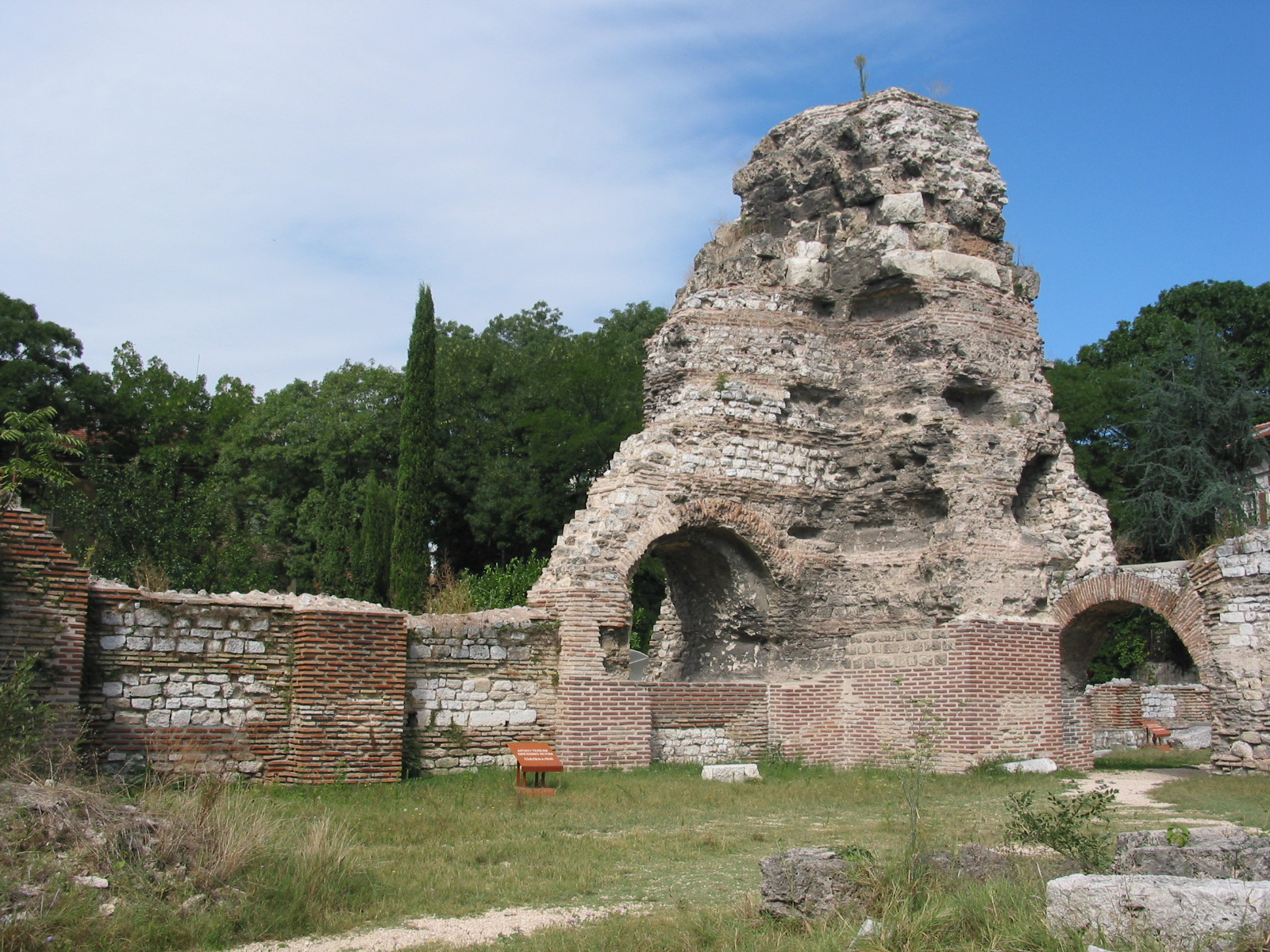
Залишки стародавнього римського Одесоса

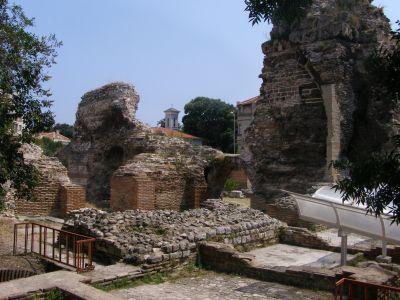
Римські терми

Ще до VI століття до н. е. на території поблизу сучасної Варни існувала відома фортеця Одесос. Це було місто-грецька колонія, заснована вихідцями із Мілета. На початку нашої ери ця територія була завойована римлянами. У 395 р. внаслідок поділу Римської імперії на Західну і Східну території Болгарії залишається за останньою, також відомою як Візантійська імперія. Проте місто попри зміну гнобителів продовжує розвиватися.
Напад готів з півночі мав негативні наслідки. Проте у 447 р. імператор Феодосій II уклав перемир'я в Одесосі і вже за правління Юстиніана місто відчуло значне економічне пожвавлення.
Переламною подією в ході історії сталася навала аварів та слов'ян із півночі, які вкрай спустошили місто. Відтоді для назви Одесоса вживають нову назву міста — Варна.
З VIII століття Варна входить до складу Болгарської Держави, а після її охрещення в 864 році Борисом І місто стає важливим християнським осередком. У X—XII столітті Варна перебуває у складі Візантійської імперії. В липні 1043 під Варною відбувається битва візантійського війська під командуванням стратига Катакалона Кекавмена з руським військом на чолі з воєводою Вишатою Остромировичем, що закінчилась поразкою русів. 800 полонених (серед них і Вишата) були осліплені і тільки у 1046 відпущені на волю.

### Середньовіччя таБитва під Варною

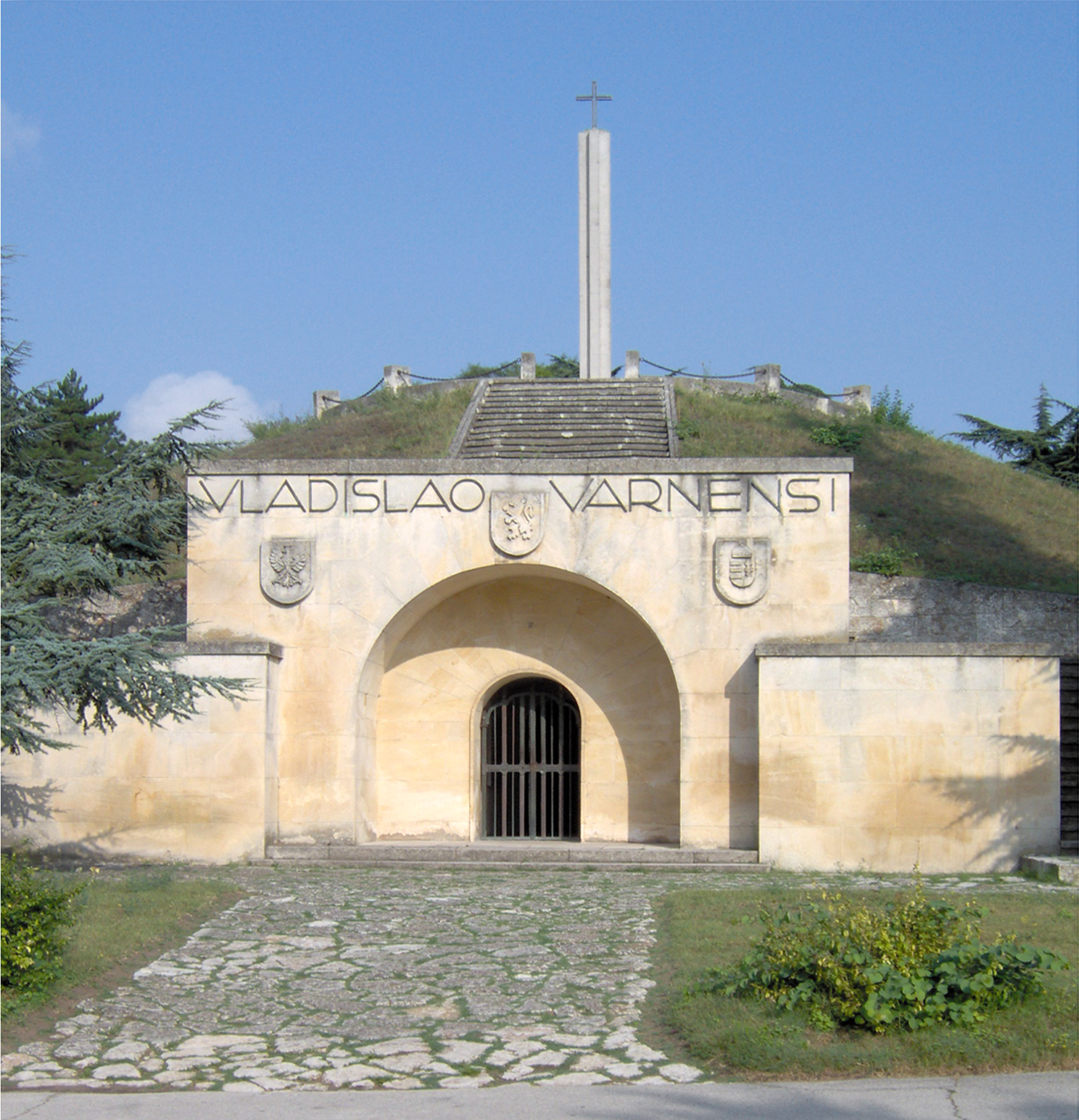
Меморіал битві під Варною 1444 року висічений в стародавньому фракійському кургані

В XIV-му столітті італійські карти портолани показували, що Варна, можливо, найважливіший морський порт між Константинополем і дельтою Дунаю; вони, як правило, позначають регіон Загора. Місто було безуспішно обложено Амадеєм VI Савойського, який захопив всі болгарські фортеці на південь від нього, у тому числі Галата, 1366 року. У 1386 році на короткий час Варна стала столицею князівства Карвуна, потім перейшло до османів в 1389 (і знову в 1444 році), належало тимчасово Мануїлу II Палеологу з 1413 (можливо, до 1444), і розграбовано татарами в 1414 році.
У XIII—XIV століттях Варна стає важливим центром ремесла і торгівлі. У 1391—1878-их рр. Варна перебувала під владою турків. 10 листопада 1444 року під Варною між об'єднаною армією хрестоносців та Османською імперією відбулась битва, яка стала завершенням невдалого хрестового походу на Варну угорського і польського короля Владислава.

### Наприкінці османського правління

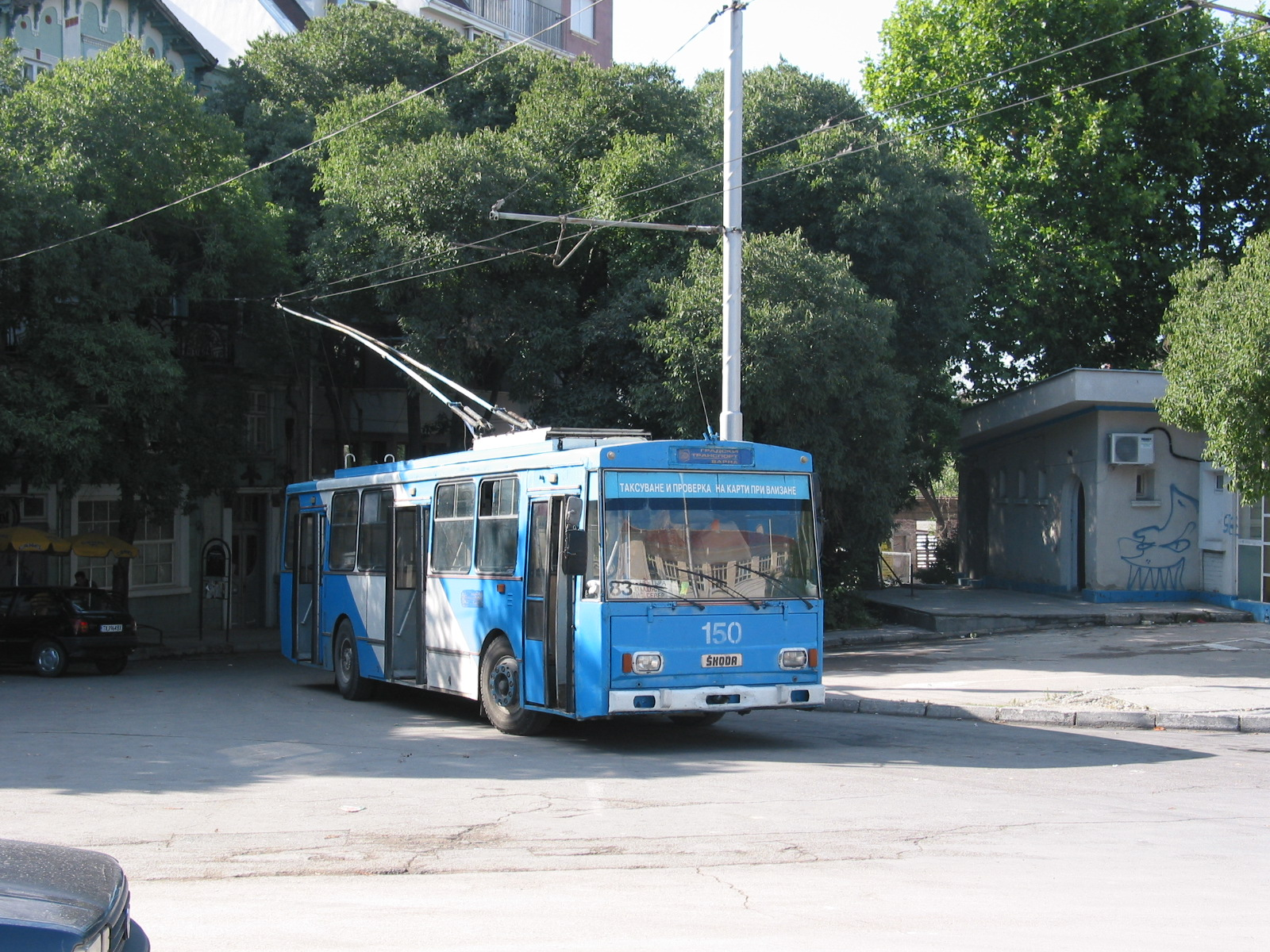
Тролейбус.

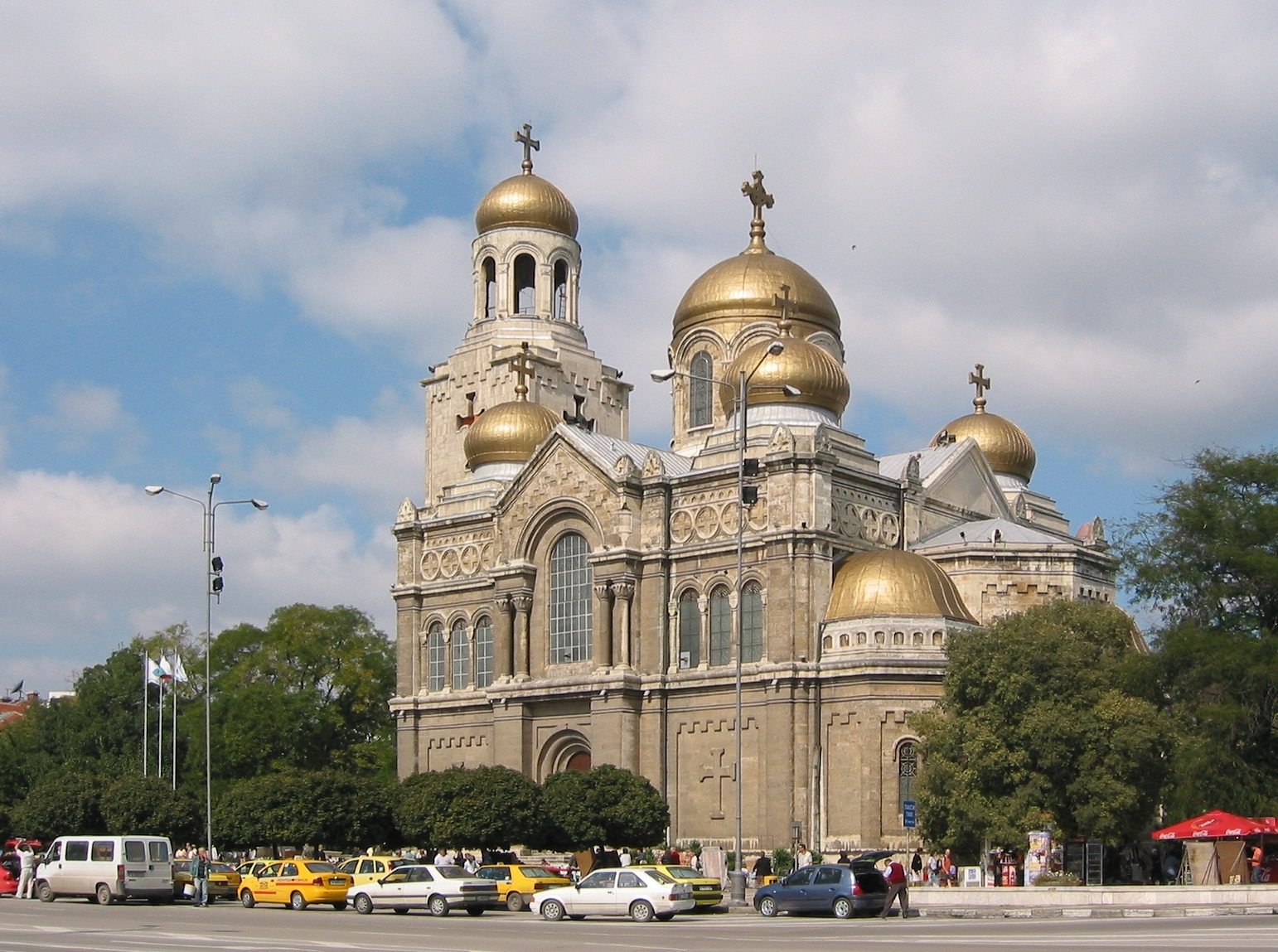
Православний собор.

Вид на місто з морського порту.

У 1606 році Варну, що перебувала під владою Османської імперії, здобули українські козаки. Вони забрали у турків більш як на 180 тисяч золотих здобичі. Цей козацький похід оспівувався в українській народній пісні.
У XVIII ст. під час Російсько-турецької війни 1768 – 1774 Варну намагалися захопити російські війська на чолі із генерал-поручиком К.К. бароном Унгерн-Штернбергом (1730 – 1799) та полковником В.А. Ангальт-Бернбурзьким (1744 – 1791). Російські війська складалися головним чином з українців. При відступі до 700 вояків виявилося вбитими та пораненими, було втрачено шість легких гармат. Відбитий від фортеці Варна загін українців та росіян відступив до села Аджимлєр.
У XIX столітті Варна зазнала багатьох лихоліть Турецько-Російських війн.
23 червня 1944 року частини РККА висадилися і захопили Варну, почавши рух в сторону румунського міста Плоєшті.
У 1949—1956 рр. місто називалось Сталін, на честь диктатора Йосифа Сталіна.

## Економіка та інфраструктура
Варна  — це важливий промисловий центр Болгарії. У місті працюють текстильний, кораблебудівний і кораблеремонтний заводи.

## Туризм
На північний схід від Варни розташовані 3 курорти: 
- Святі Костянтин і Олена;
- Золоті піски;
- Албена.

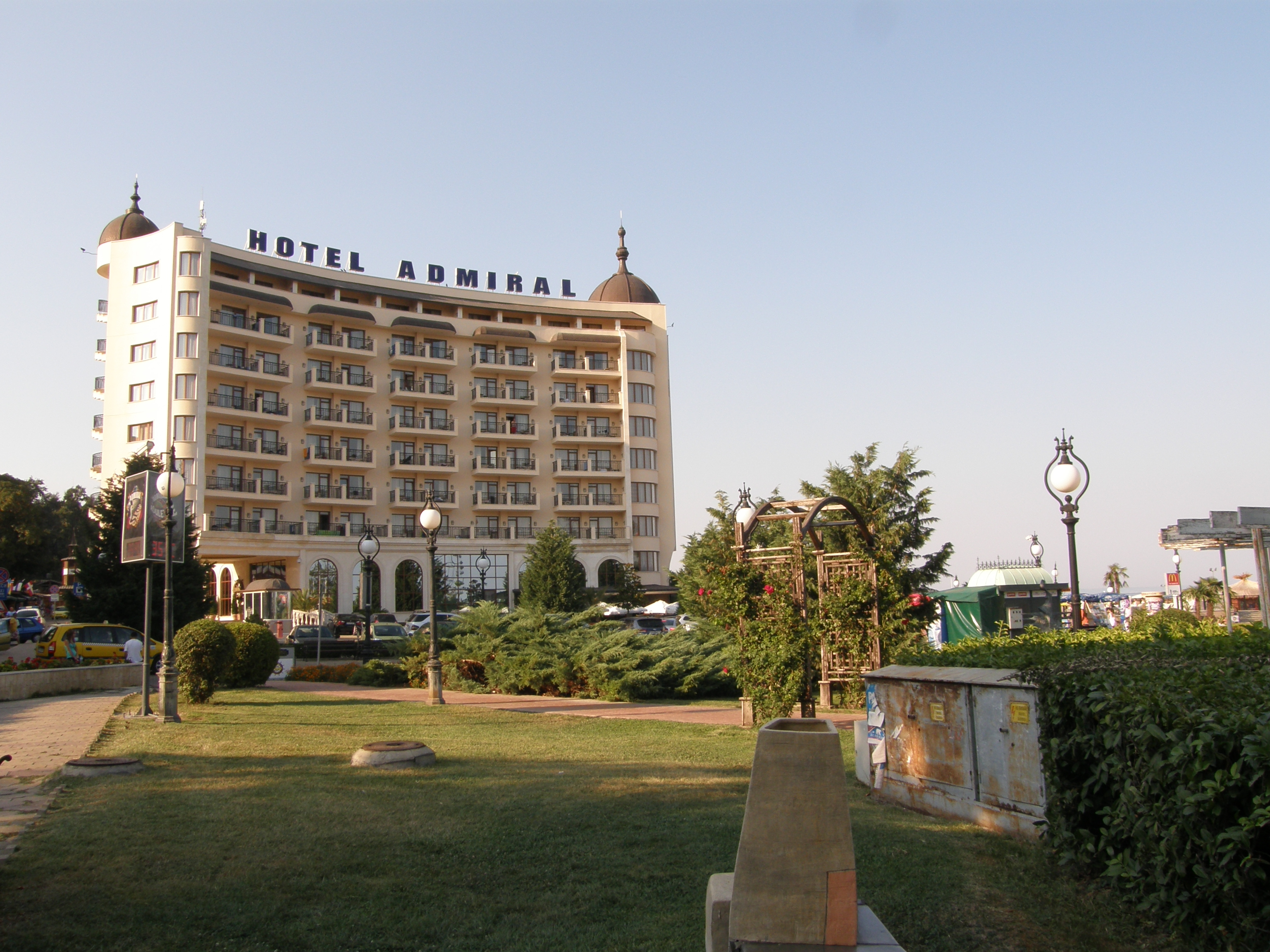
Готель "Адмірал", Золоті піски
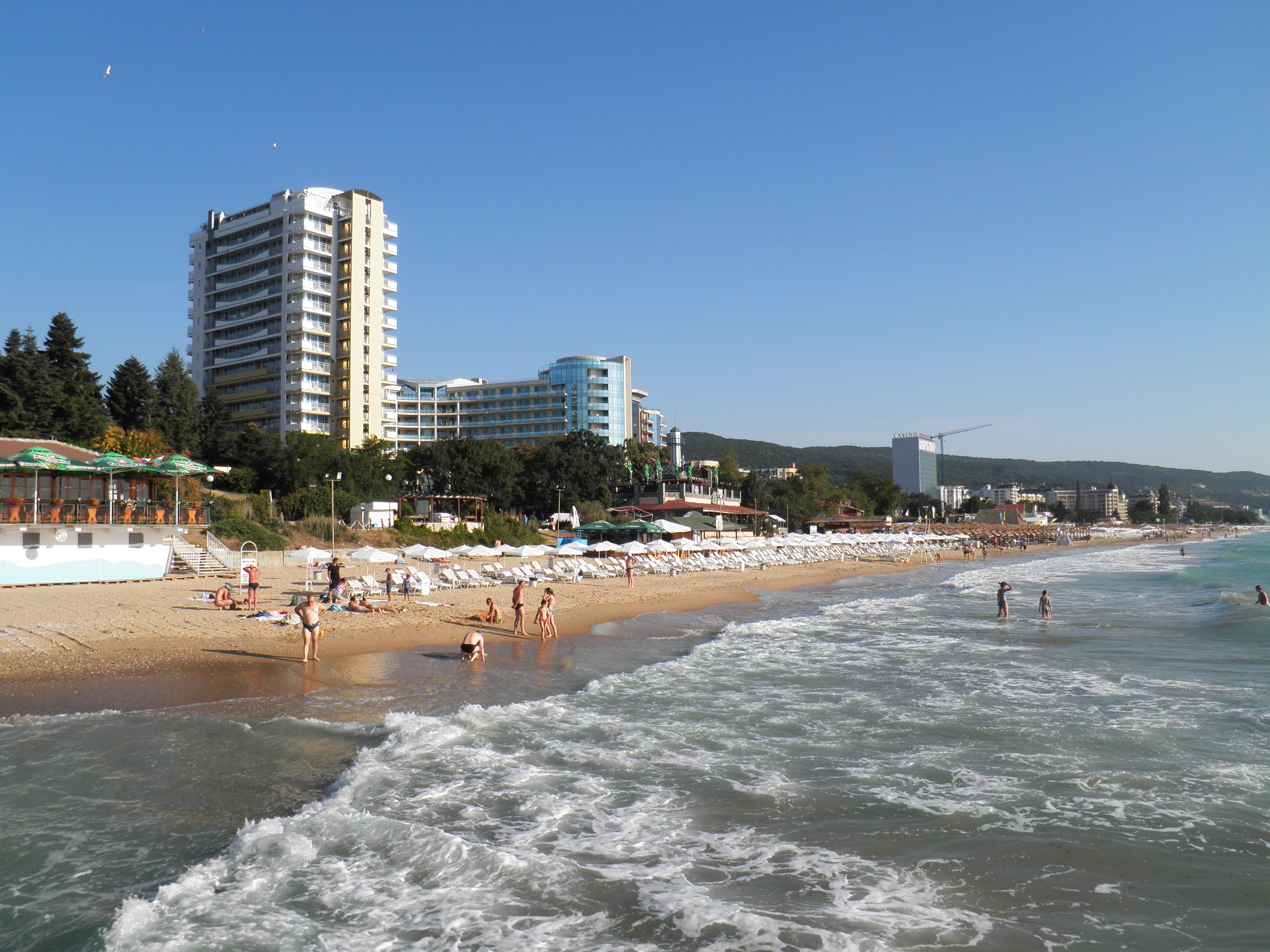
Золоті піски
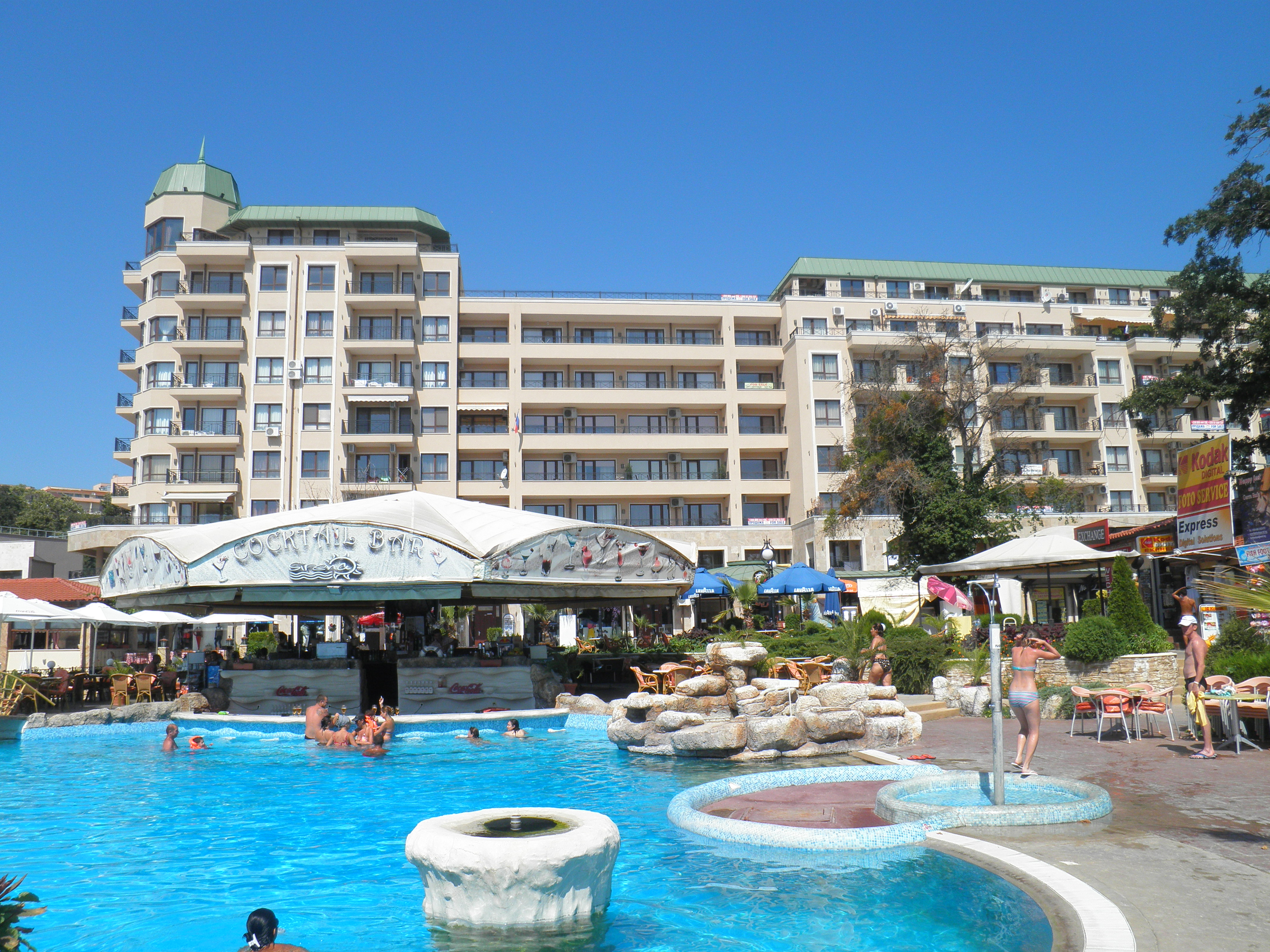
Золоті піски
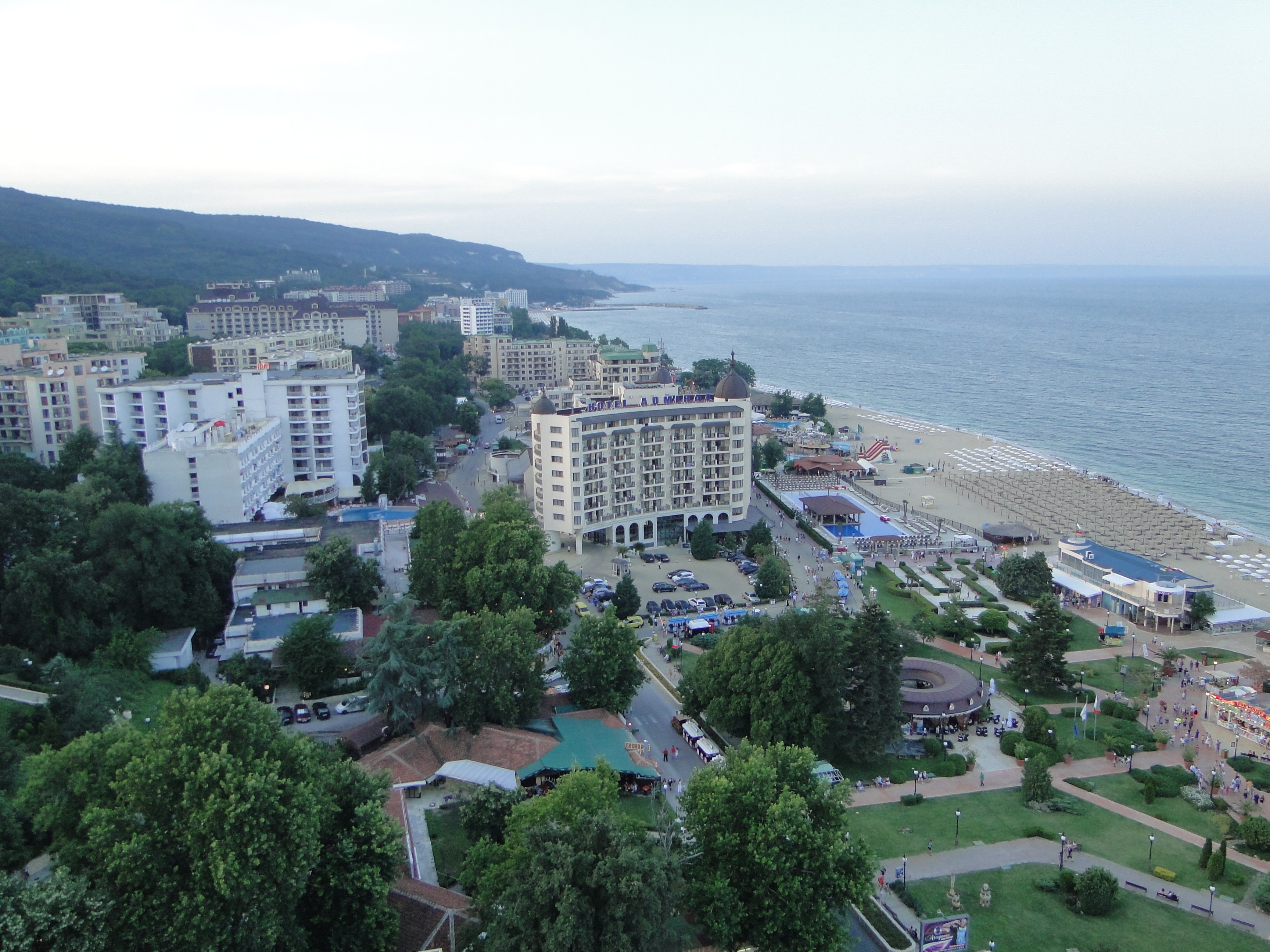
Золоті піски
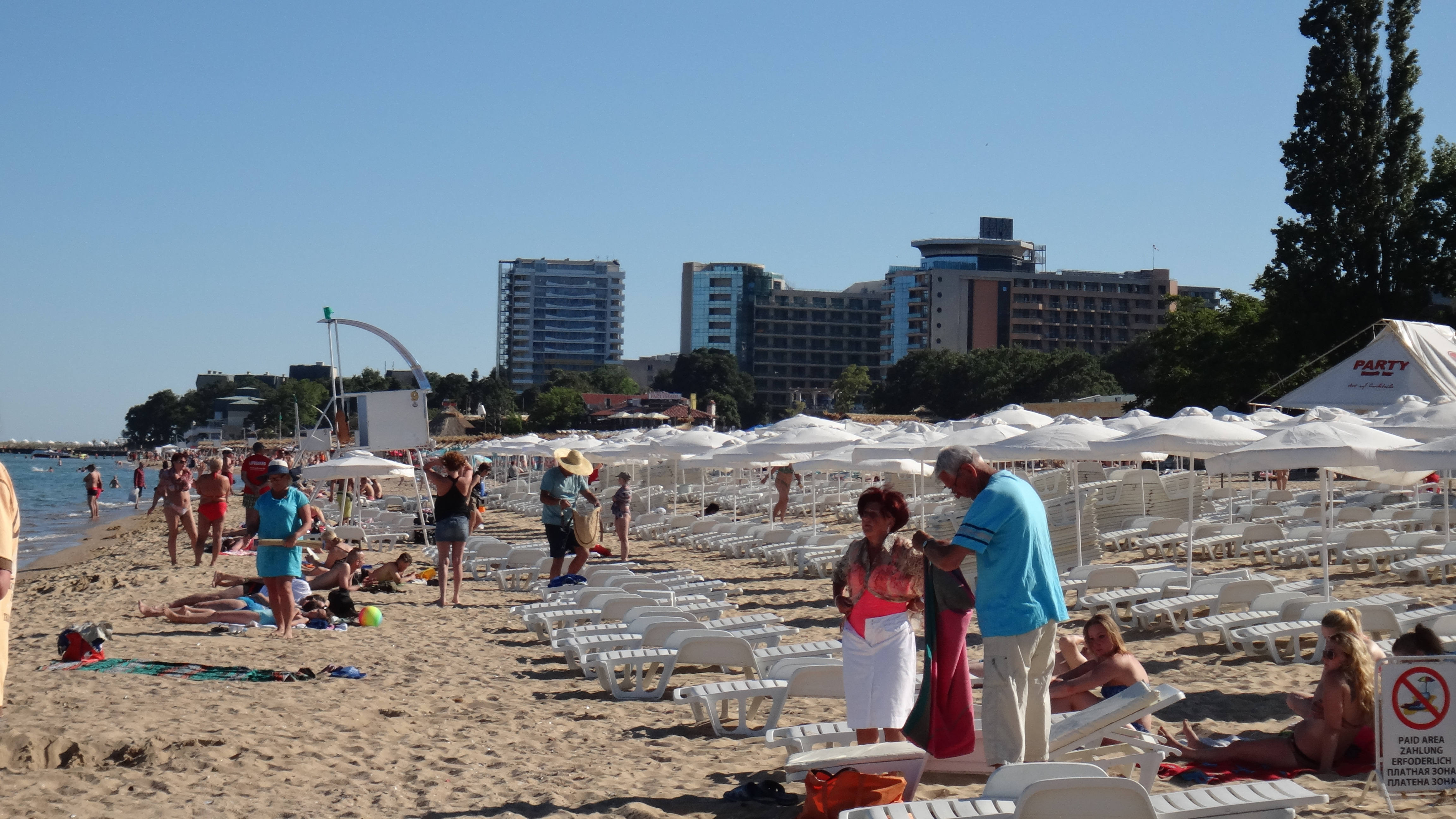
Золоті піски
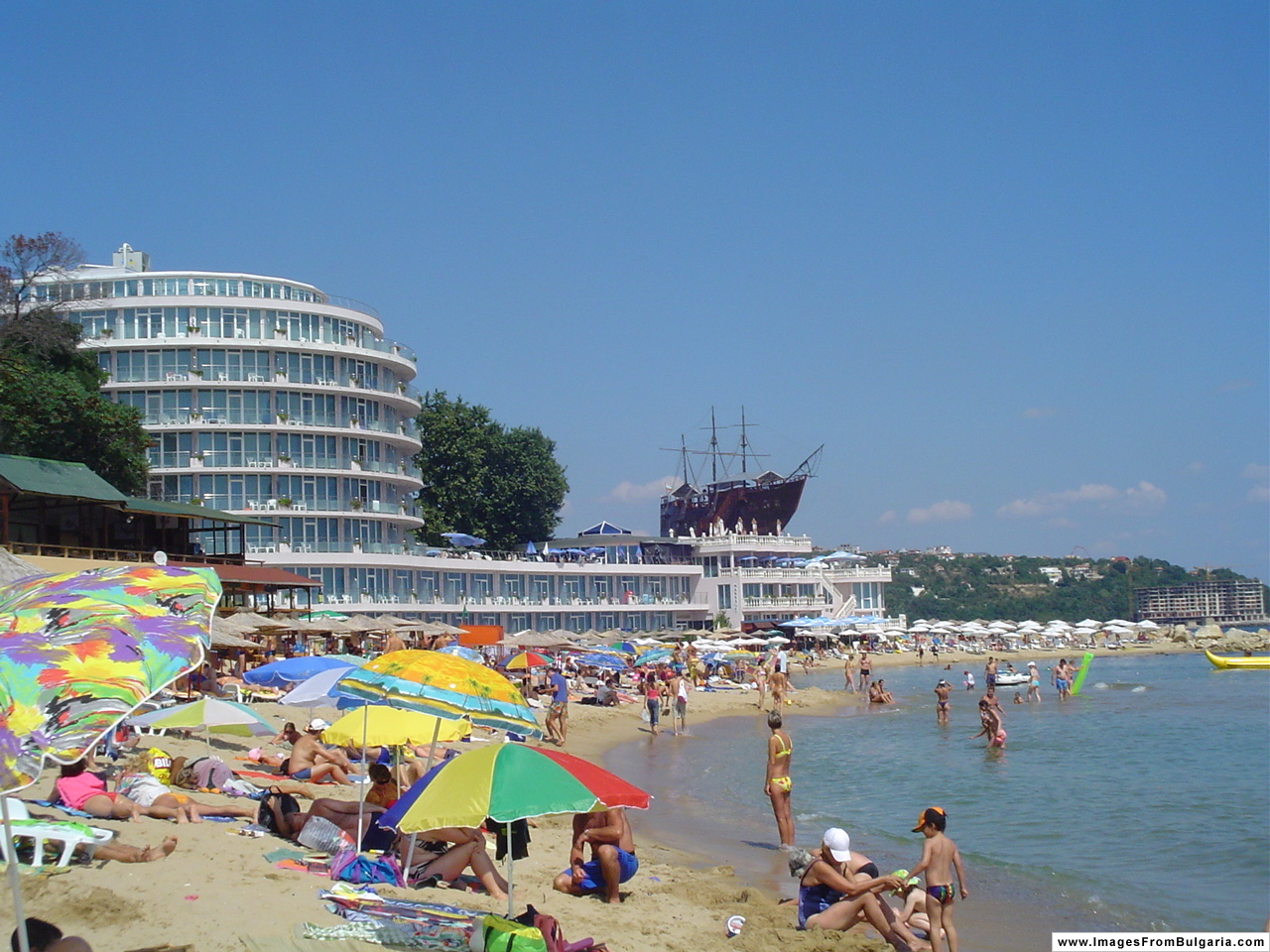
Святі Костянтин і Олена
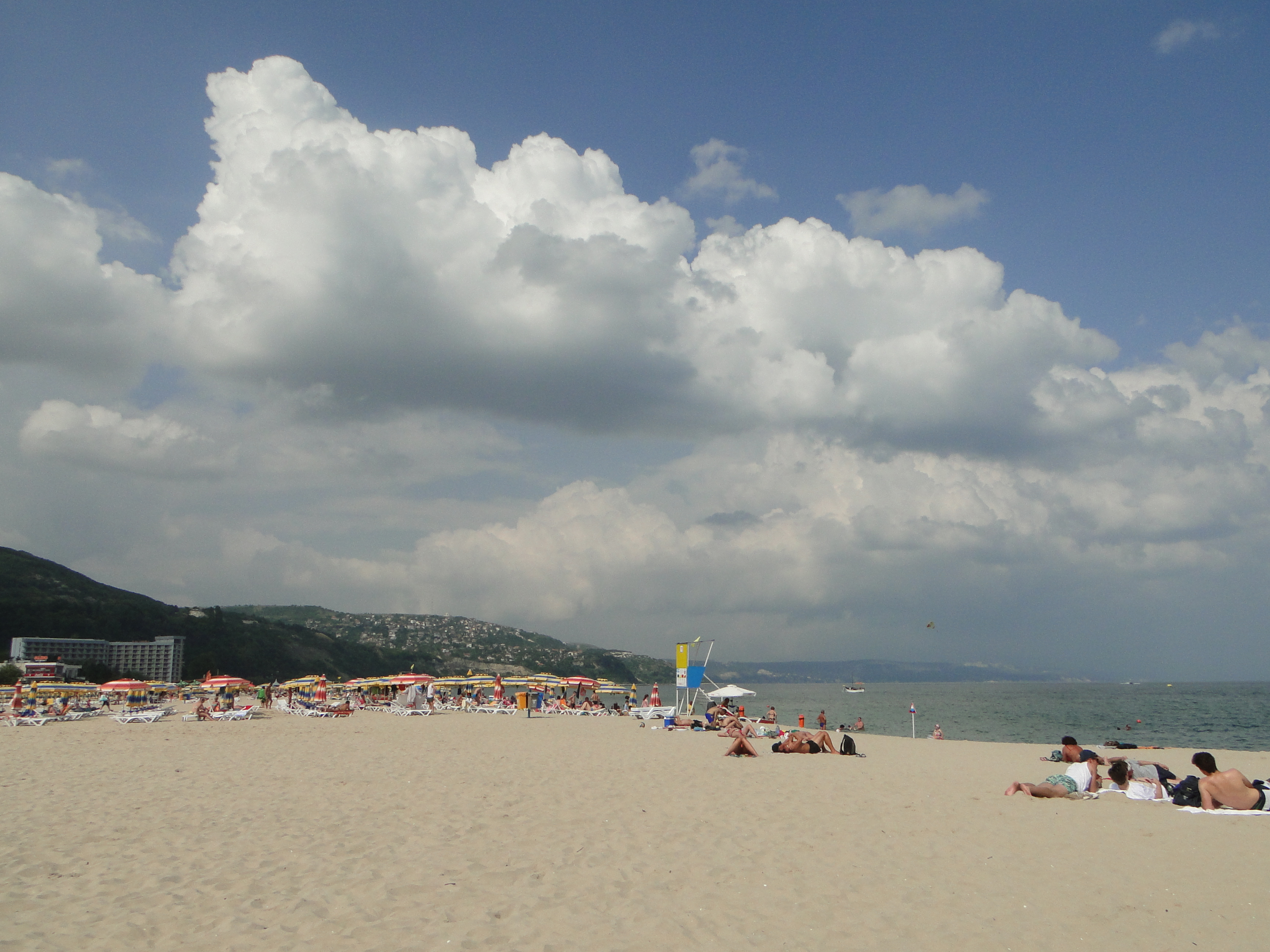
Албена
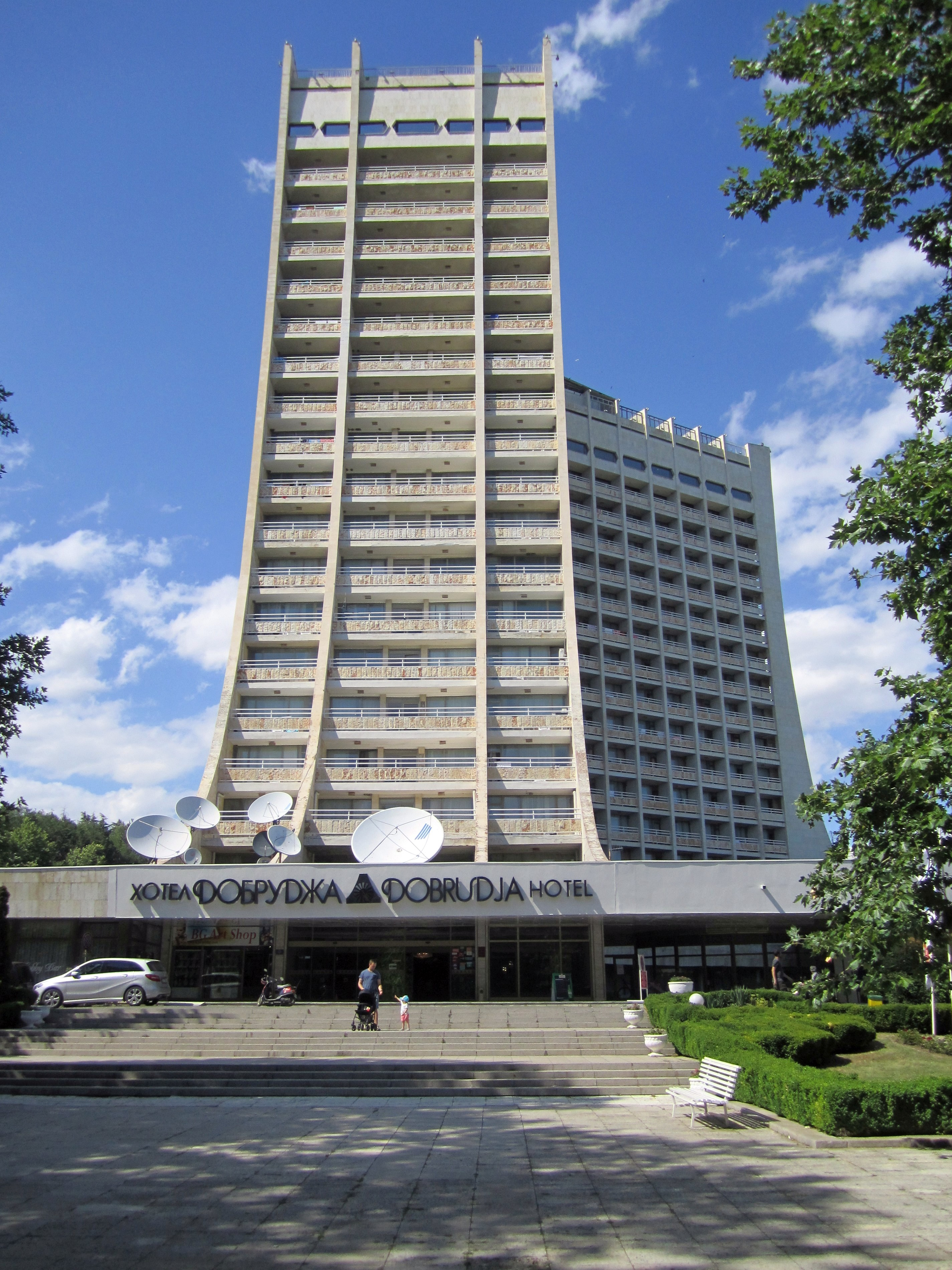
Готель "Добруджа", Албена

## Транспорт
У місті є чотири види транспорту: залізничний, сухопутний, повітряний і морський. Варненський аеропорт відправляє людей у різні 35 країн світу. Варненський морський порт за 2006 рік обслужив близько 16 тис. пасажирів.
У місті є також декілька тролейбусних ліній.
За 40 кілометрів від Варни є порт і морський курорт Балчик.
Від Варненської затоки починається канал Варна — Девня.

## Населення та адміністративний устрій
За даними перепису 2006-ого року в місті проживало 347 тисяч осіб.
Місто адміністративно поділене на 5 міських районів («Одесос», «Приморський», «Младость», «Владислав Варненчик» і «Аспарухово») і 5 кметств.

## Культура
- Варненський археологічний музей
- Військово-морський музей
- Варненський вільний університет
- Варненський державний ляльковий театр

## Іноземні консульства
| - Українське - Британське - Німецьке - Мальтійське - Норвезьке - Російське | - Угорське - Фінське - Французьке - Чеське - Шведське |

## Відомі люди
- Стефан Попов (1872—1937) — болгарський військовий.
- Добрі Христов — болгарський хоровий та духовний композитор, етнограф, фольклорист і педагог.
- Антоніна Драгашевич (* 1948) — болгарська шахістка.
- Лоріна Камбурова (нар. 1991) — болгарська актриса та співачка, відома за ролями в американських фільмах. Вокалістка групи Ross'N Lorina.

## Галерея

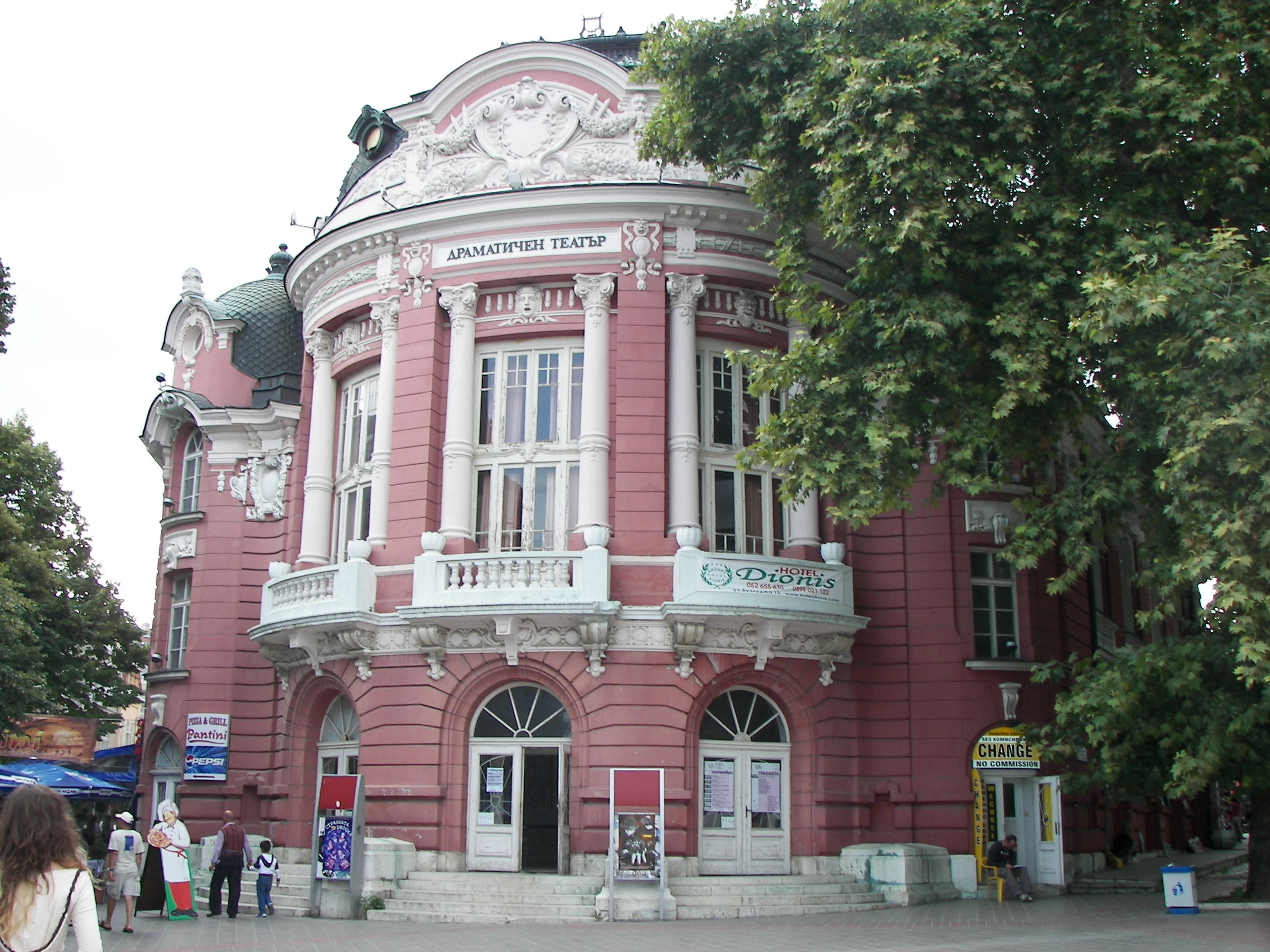
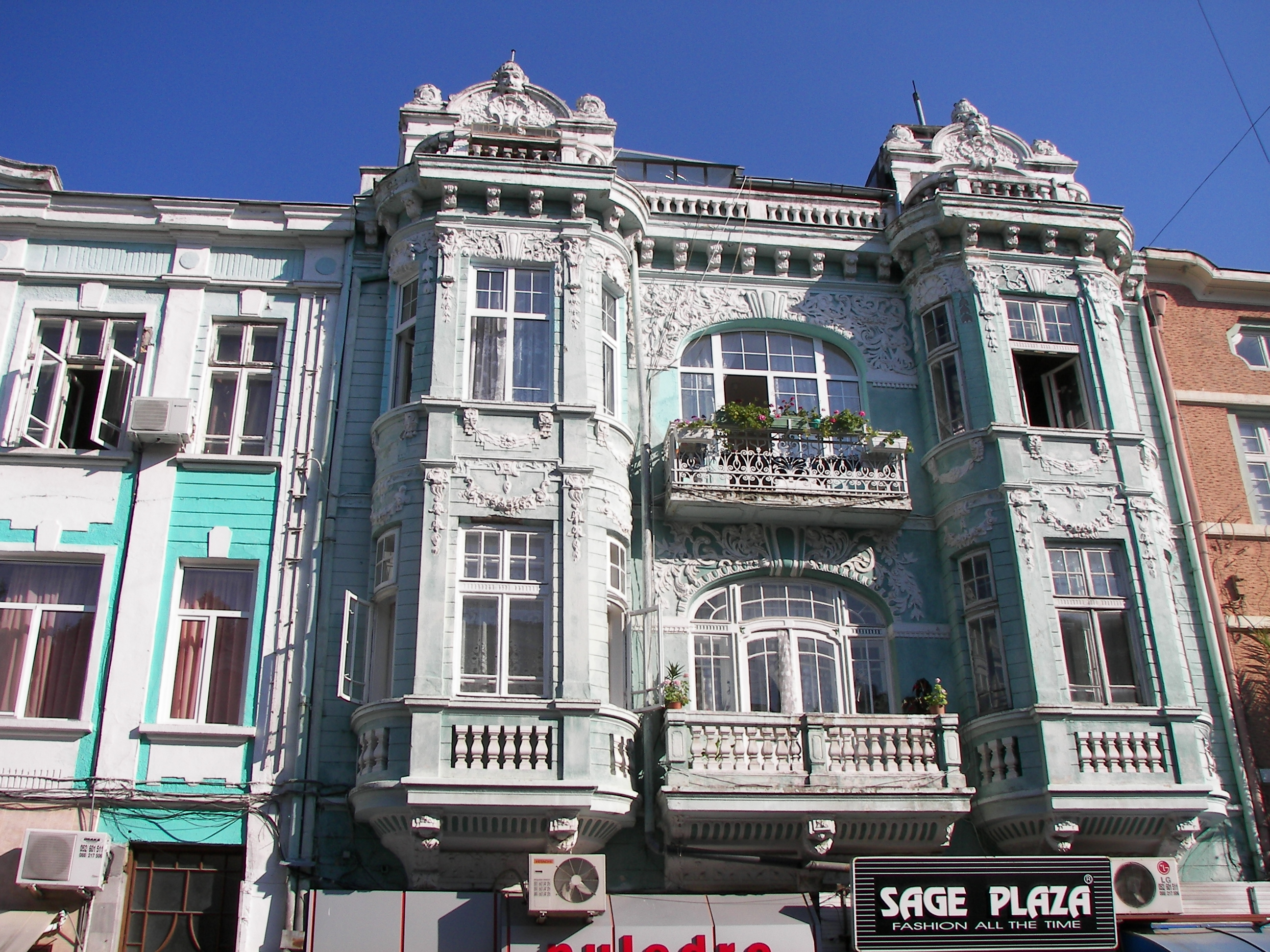
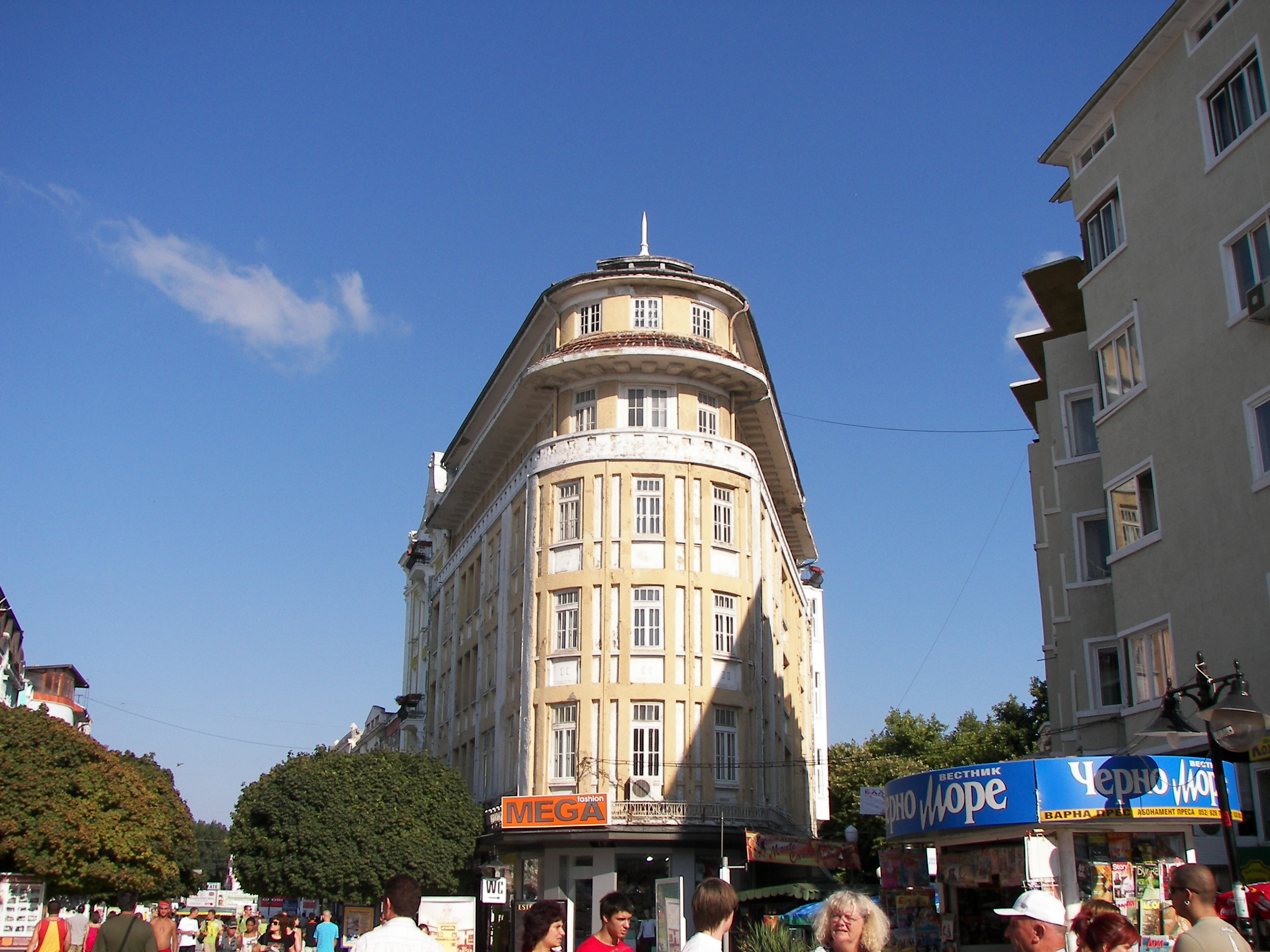
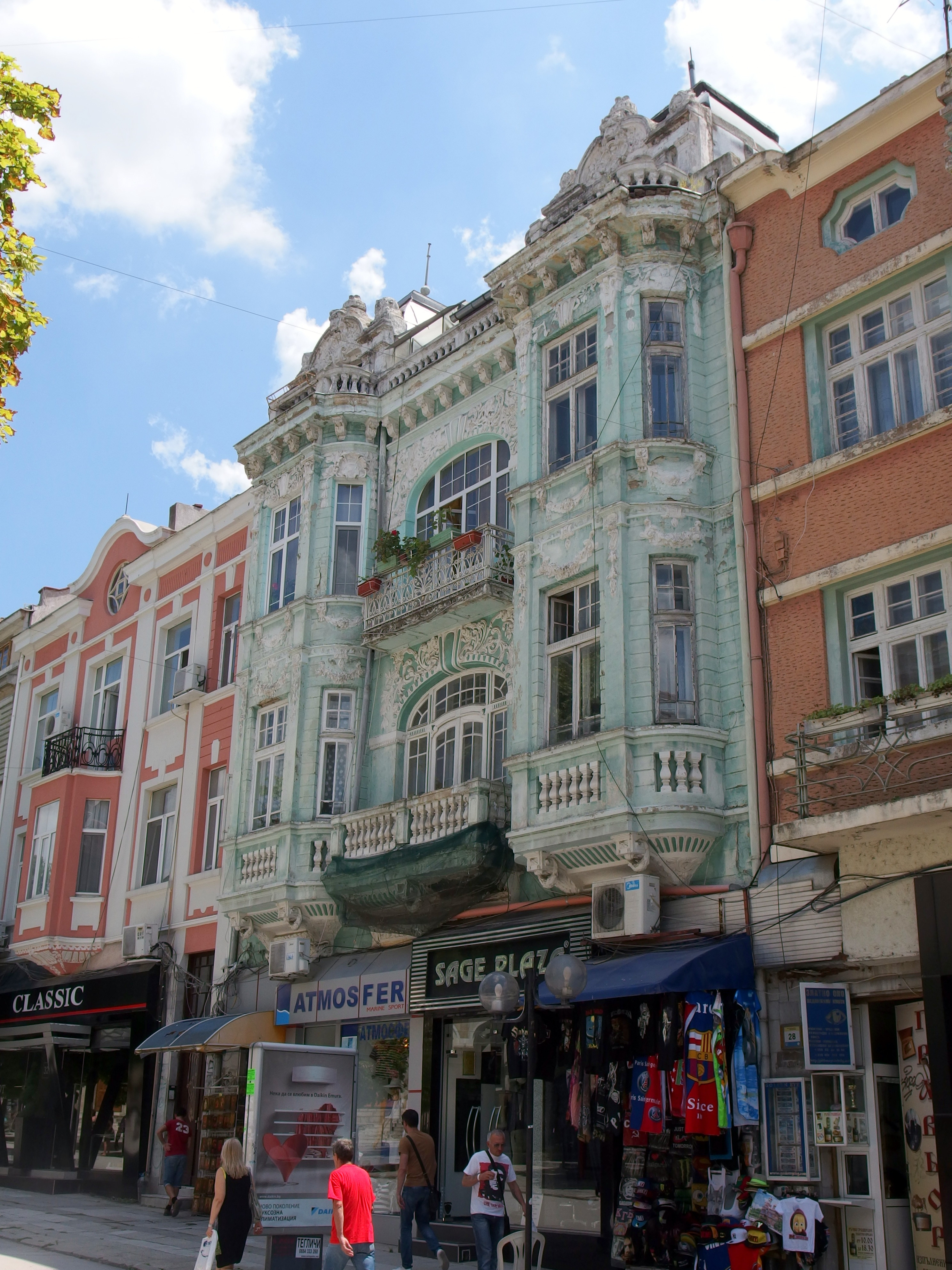
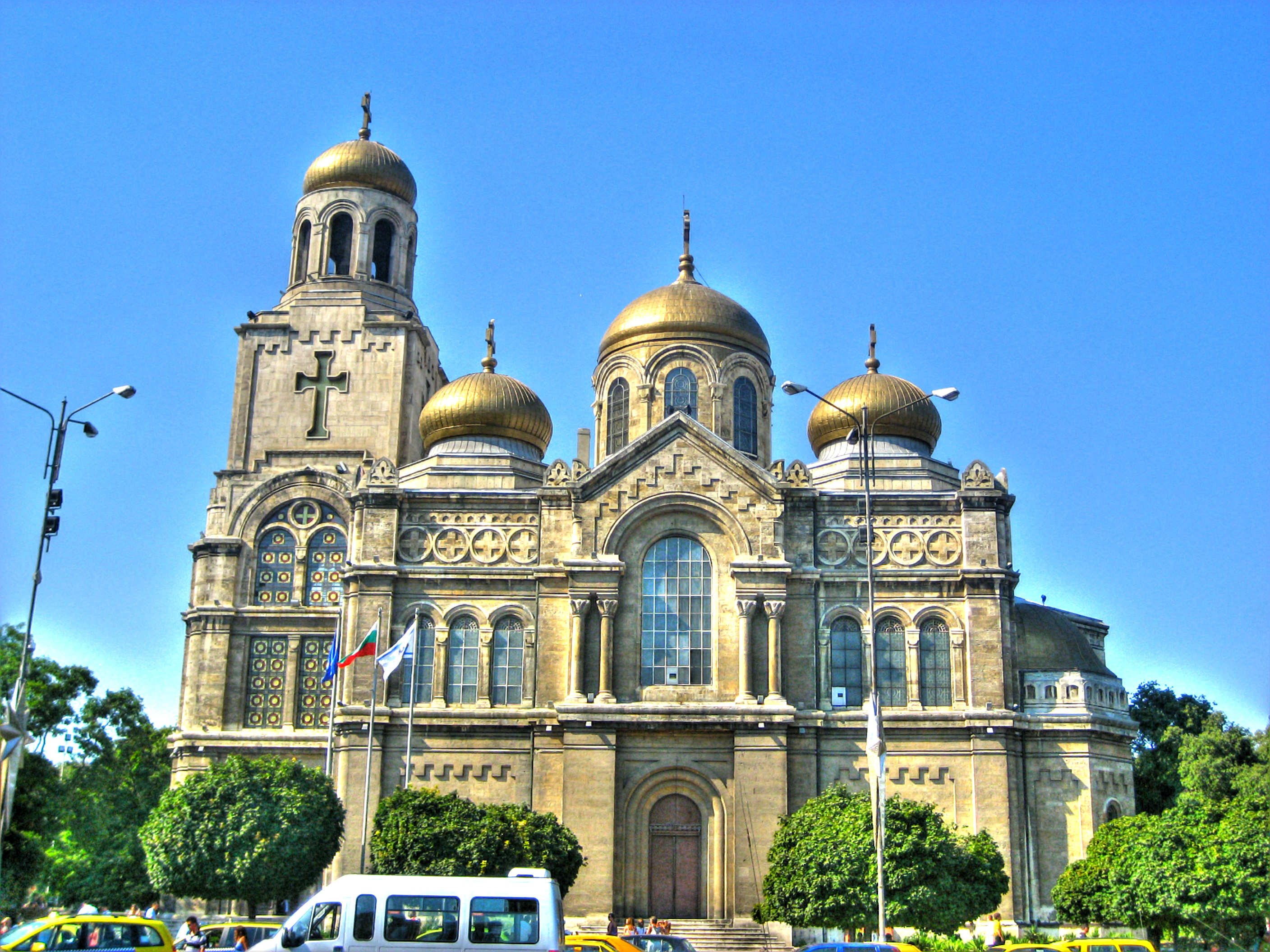
Успенський собор